# New York Jets 1988
La stagione 1988 dei New York Jets è stata la 19ª della franchigia nella National Football League, la 29ª complessiva. La squadra concluse con un bilancio finale di 8–7–1. Anche se mancò i playoff per il secondo anno consecutivo, mise i bastoni tra le ruote ai rivali cittadini dei New York Giants battendoli nell'ultimo turno e costringendoli a rimanere anch'essi fuori dalla post-season. Per la terza volta in carriera, Ken O'Brien ebbe la minor percentuale di passaggi intercettati di tutta la NFL.
Una notevole fonte di distrazione i Jets la ebbero quando Mark Gastineau, il miglior difensore della squadra che stava disputando una stagione di alto livello malgrado l'avanzare dell'età, si ritirò improvvisamente a metà stagione per stare vicino alla moglie, l'attrice Brigitte Nielsen.

## Scelte nel Draft 1988
| Scelte dei Jets nel Draft 1988 | Scelte dei Jets nel Draft 1988 | Scelte dei Jets nel Draft 1988 | Scelte dei Jets nel Draft 1988 | Scelte dei Jets nel Draft 1988 |
| Giro                           | Scelta                         | Giocatore                      | Ruolo                          | College                        |
| ------------------------------ | ------------------------------ | ------------------------------ | ------------------------------ | ------------------------------ |
| 1                              | 8                              | Dave Cadigan                   | Offensive Tackle               | USC                            |
| 2                              | 37                             | Terry Williams                 | Defensive Back                 | Bethune-Cookman                |
| 3                              | 63                             | Erik McMillan                  | Defensive Back                 | Missouri                       |
| 3                              | 74                             | James Hasty                    | Defensive Back                 | Washington State               |
| 5                              | 119                            | Mike Withycombe                | Guard                          | Fresno State                   |
| 6                              | 146                            | Paul Frase                     | Defensive End                  | Syracuse                       |
| 7                              | 172                            | Gary Patton                    | Running Back                   | Eastern Michigan               |
| 8                              | 203                            | Keith Neubert                  | Tight End                      | Nebraska                       |
| 9                              | 230                            | Ralph Tamm                     | Guard                          | West Chester                   |
| 10                             | 257                            | John Booty                     | Defensive Back                 | TCU                            |
| 11                             | 287                            | John Galvin                    | Linebacker                     | Boston College                 |
| 12                             | 314                            | Albert Goss                    | Defensive Tackle               | Jackson State                  |

## Titolari
| Attacco | Attacco           | Attacco |
| Ruolo   | Nome              | PT      |
| ------- | ----------------- | ------- |
| QB      | 7 Ken O'Brien     | 12      |
| RB      | 24 Freeman McNeil | 16      |
| FB      | 43 Roger Vick     | 12      |
| WR      | 88 Al Toon        | 15      |
| WR      | 85 Wesley Walker  | 10      |
| TE      | 82 Mickey Shuler  | 15      |
| LT      | 61 Jeff Criswell  | 12      |
| LG      | 79 Mike Haight    | 9       |
| C       | 53 Jim Sweeney    | 16      |
| RG      | 60 Dan Alexander  | 13      |
| RT      | 68 Reggie McElroy | 16      |

| Difesa | Difesa             | Difesa |
| Ruolo  | Nome               | PT     |
| ------ | ------------------ | ------ |
| LDE    | 99 Mark Gastineau  | 7      |
| NT     | 94 Scott Mersereau | 15     |
| RDE    | 93 Marty Lyons     | 16     |
| LOLB   | 55 Alex Gordon     | 13     |
| LILB   | 54 Troy Benson     | 16     |
| RILB   | 59 Kyle Clifton    | 15     |
| ROLB   | 57 Kevin McArthur  | 16     |
| LCB    | 48 Bobby Humphery  | 16     |
| RCB    | 40 James Hasty     | 15     |
| SS     | 36 Rich Miano      | 16     |
| FS     | 22 Erik McMillan   | 13     |

## Calendario

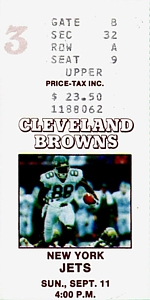
Un biglietto della gara del settembre 1988 tra i Jets e i Cleveland Browns

| Stagione regolare | Stagione regolare       | Stagione regolare | Stagione regolare           |
| Turno             | Avversario              | Risultato         | Stadio                      |
| ----------------- | ----------------------- | ----------------- | --------------------------- |
| 1                 | at New England Patriots | S 28–3            | Sullivan Stadium            |
| 2                 | at Cleveland Browns     | V 23–3            | Cleveland Municipal Stadium |
| 3                 | Houston Oilers          | V 45–3            | The Meadowlands             |
| 4                 | at Detroit Lions        | V 17–10           | Pontiac Silverdome          |
| 5                 | Kansas City Chiefs      | P 17–17 (DTS)     | The Meadowlands             |
| 6                 | at Cincinnati Bengals   | S 36–19           | Riverfront Stadium          |
| 7                 | Buffalo Bills           | S 37–14           | The Meadowlands             |
| 8                 | at Miami Dolphins       | V 44–30           | Joe Robbie Stadium          |
| 9                 | Pittsburgh Steelers     | V 24–20           | The Meadowlands             |
| 10                | at Indianapolis Colts   | S 38–14           | Hoosier Dome                |
| 11                | New England Patriots    | S 14–13           | The Meadowlands             |
| 12                | at Buffalo Bills        | S 9–6 (DTS)       | Rich Stadium                |
| 13                | Miami Dolphins          | V 38–34           | The Meadowlands             |
| 14                | at Kansas City Chiefs   | S 38–34           | Arrowhead Stadium           |
| 15                | Indianapolis Colts      | V 34–16           | The Meadowlands             |
| 16                | New York Giants         | V 27–21           | The Meadowlands             |

## Classifiche
| AFC East             | AFC East | AFC East | AFC East | AFC East | AFC East | AFC East | AFC East | AFC East | AFC East |
|                      | V        | S        | P        | %        | DIV      | CONF     | PF       | PS       | STR      |
| -------------------- | -------- | -------- | -------- | -------- | -------- | -------- | -------- | -------- | -------- |
| Buffalo Bills(2)     | 12       | 4        | 0        | .750     | 7–1      | 10–2     | 329      | 237      | S1       |
| Indianapolis Colts   | 9        | 7        | 0        | .563     | 5–3      | 7–5      | 354      | 315      | V1       |
| New England Patriots | 9        | 7        | 0        | .563     | 5–3      | 7–5      | 250      | 284      | S1       |
| New York Jets        | 8        | 7        | 1        | .531     | 3–5      | 6–7–1    | 372      | 354      | V2       |
| Miami Dolphins       | 6        | 10       | 0        | .375     | 0–8      | 3–9      | 319      | 380      | S1       |

## Premi
- Erik McMillan:

rookie difensivo dell'anno